# جورج دبليو. جونسون (سياسي)
جورج دبليو. جونسون (بالإنجليزية: George W. Johnson)‏ هو سياسي أمريكي، ولد في 27 مايو 1811 في مقاطعة سكوت في الولايات المتحدة، وتوفي في 8 أبريل 1862 في معركة شيلوه في الولايات المتحدة. حزبياً، نشط في الحزب الديمقراطي. وقد انتخب حاكم كنتاكي ‏.